# Oddzielająca martwica kostno-chrzęstna
Oddzielająca martwica kostno-chrzęstna (choroba Königa, łac. osteochondrosis dissecans) – choroba z grupy jałowych martwic kości, w której objawy wynikają ze zmian patologicznych zlokalizowanych w chrząstkach stawowych i warstwie podchrzęstnej kości, przede wszystkim w kłykciach kości udowej, w stawie łokciowym i skokowym.
Objawia się głównie bólem, zanikami mięśni i osłabieniem kończyny. W diagnostyce początkowo dyskretnych zmian pomocna jest tomografia rezonansu magnetycznego (MRI).